# Barbara Woźniak
Barbara Woźniak (ur. 1980 w Tarnowie) – polska pisarka, laureatka VII edycji Nagrody Literackiej im. Witolda Gombrowicza. Akademiczka, socjolożka i gerontolożka, dr nauk społecznych.

## Życiorys
Absolwentka socjologii na Uniwersytecie Jagiellońskim (2006); studiowała także religioznawstwo. Badaczka na Wydziale Lekarskim Collegium Medicum UJ. Zajmuje się zagadnieniami z obszaru gerontologii, socjologii starości oraz socjologii zdrowia i choroby. Jest autorką/współautorką kilkudziesięciu publikacji w czasopismach naukowych i rozdziałów w książkach.
W 2021 roku zadebiutowała powieścią pt. Niejedno (Wydawnictwo Drzazgi). Książka opowiada o roku akademickim z życia Szymona Kowalskiego, filozofa z Krakowa prowadzącego zajęcia z etyki dla przyszłych lekarzy oraz specjalistów zdrowia publicznego, który łączy pracę z opieką nad ojcem chorującym na alzheimera. Za tę powieść Barbara Woźniak otrzymała w 2022 roku Nagrodę Literacką im. Witolda Gombrowicza. Niejedno zostało także wyróżnione Nagrodą Krakowa Miasta Literatury UNESCO (2021).
Publikowała m.in. w "Miesięczniku ZNAK" i "Czasie Literatury".

## Nagrody
2022: Nagroda Literacka im. Witolda Gombrowicza
2021: Nagroda Krakowa Miasta Literatury UNESCO